# Spekia
Spekia é um género de gastrópode  da família Thiaridae.
Este género contém as seguintes espécies:
- Spekia coheni West, 1999
- Spekia zonata (Woodward, 1859)